# XOOPS
XOOPS je volný systém pro správu obsahu (CMS) pro web napsaný v PHP. Využívá strukturu umožňující pomocí modulů a grafických schémat upravit vzhled webu požadavkům uživatele. XOOPS je vyvíjen a šířen na základě licence GNU General Public License (GPL) a je možno ho zdarma využívat, upravovat a dále šířit. XOOPS se vyslovuje foneticky jako v angličtině, jako [zúps].

## Přehled
XOOPS je zkratka z anglických slov eXtensible Object Oriented Portal System (rozšiřitelný objektově orientovaný portálový systém). Přestože začal jako portálový systém, nyní je XOOPS vyvíjen jako systém pro správu obsahu (CMS). Díky možnosti instalace různých modulů je možno systém používat na webových stránkách od osobních až po větší podnikové. Ale vzhledem k náročnosti na výkon velkého systému kompletně napsaného jen v PHP se nehodí pro použití na velké webové stránky.
Steve Atwal napsal knihu o XOOPSu Building Websites with Xoops (v překladu „Stavění webových stránek se Xoopsem“) (ISBN 1904811280).

## Klíčové vlastnosti
Protože XOOPS je vyvíjen na základě licence GNU General Public License (GPL) je růst a vývoj XOOPSu závislý na příspěvcích z celého světa. XOOPS používá relační databáze (aktuálně MySQL) k ukládání dat potřebných k běhu systému. Umožňuje kontrolu práv uživatelů na základě řazení do uživatelských skupin. Komunita XOOPS má oficiální podporu napříč celým světem pro neanglicky mluvící uživatele. XOOPS podporuje více bajtové znakové sady jako například Japanese.
Kvůli kompletnímu naprogramování v PHP je systém náročný na výpočetní výkon.